# Erwerb gerade durch Nichtberechtigung
Als Erwerb gerade durch die Nichtberechtigung werden Fälle bezeichnet, in denen die Regelungen über den gutgläubigen Erwerb, (§ 932 ff.) dazu führen, dass der Erwerb einer Sache gerade deswegen gelingt, weil der Veräußerer nicht zur Veräußerung berechtigt war. Die Lösung solcher Fälle ist umstritten. 

## Der gutgläubige Erwerb
Nach § 932, § 933, oder § 934 BGB kann eine Sache unter bestimmten Umständen vom Nichtberechtigten erworben werden. Hierzu muss vor allem der Erwerben "im guten Glauben sein", d. h. daran glauben, dass der Veräußerer Eigentümer der Sache ist. Tatsächlich ist diese häufig benutzte Formulierung aber nach § 932 BGB missverständlich, denn es wird nicht (im positiven Sinne) Gutgläubigkeit gefordert, sondern Bösgläubigkeit (legaldefiniert in § 932 Abs. 2 BGB als "Kenntnis oder grob fahrlässige Unkenntnis" von der wahren Rechtslage) verhindert nur den Erwerb. 

## Das Problem
Im Zusammenhang mit dem gutgläubigen Erwerb von Sachen vom Nichtberechtigten sind nun Fälle denkbar, in denen der Erwerb, also die wirksame Übereignung der Sache, gerade deswegen wirksam werden würde, weil der Veräußerer zur Übertragung des Eigentums an der Sache nicht befugt war. 
Die bekannteste dieser Konstellationen tritt ein, wenn ein Minderjähriger eine nicht in seinem Eigentum stehende Sache veräußert. 
Beispiel: Der 13-jährige M veräußert die Spielkonsole seiner Eltern an den K, der von der wahren Eigentumslage nichts weiß und sie auch nicht kennen musste. 
Hätte M hier seine eigene Spielkonsole verkauft, so wäre die Übereignung nach § 107 BGB wegen des rechtlichen Nachteils (Eigentumsverlust!) in diesem Geschäft schwebend unwirksam. Somit könnte K erst Eigentum erwerben, wenn die Eltern des M das Geschäft genehmigen. Nun wird aber die Übereignung fremder Sachen nach der herrschenden Meinung als sog. neutrales Geschäft angesehen, welches, angesichts der Tatsache, dass der Minderjährige hier keinen Rechtsverlust erleidet, nicht nach § 107 BGB genehmigungsbedürftig ist. Daher könnte K hier gerade deswegen Eigentum an der Spielkonsole erwerben, weil M nicht der wirkliche Eigentümer ist.

## Der Meinungsstand
Die herrschende Meinung (so Weber: Sachenrecht I) akzeptiert diese widersinnig anmutende Rechtslage und ließe K im obigen Fall somit Eigentum erwerben. Da M hier aber ohne Rechtsgrund (der Kaufvertrag ist und bleibt schwebend unwirksam!) etwas an K geleistet hat, würde diese Übereignung über das Bereicherungsrecht zurückabgewickelt werden. Allerdings ist eine solche rein schuldrechtliche Rückabwicklung wenig aussichtsreich, beispielsweise wenn der K die Spielkonsole anschließend (als Berechtigter, denn er ist ja Eigentümer geworden!) veräußert hat oder durch die Gläubiger des K in sie vollstreckt wurde. 
Nur eine Mindermeinung, vor allem vertreten von Medicus, will das oben gewonnene Ergebnis korrigieren. Hier ist wiederum umstritten, wie diese Korrektur erreicht werden soll. Manche glauben, §932 BGB sei teleologisch zu reduzieren, indem man nicht "mehr" erwerben könne, als man vom Berechtigten erwerben könne, während Medicus die Korrektur durch eine weite Auslegung von §107 BGB erreichen will.

## Weitere Fälle
Ähnlich gelagert, aber noch umstrittener, sind Fälle, in denen ein Ehegatte beispielsweise Hausrat der Ehegatten entgegen § 1369 BGB veräußert und der Käufer im Bezug auf die Hausratseigenschaft der Sache gutgläubig ist. 